# Deathmatch
Deathmatch (combattimento mortale) è un termine che indica, in ambito videoludico, un incontro fra due o più giocatori che devono eliminarsi a vicenda. In particolare, il termine è usato nell'ambito degli sparatutto in prima persona, nelle modalità multiplayer.

## Storia
Probabilmente il primo esempio di deathmatch è del 1983, anno in cui Drew Major e Kyle Powell hanno giocato a Snipes, un gioco testuale che è accreditato come ispiratore della rete Novell. Il termine fu inizialmente adottato dagli sparatutto in prima persona (FPS, First Person Shooter), e in particolare apparve per la prima volta, come oggi lo intendiamo, in Doom, celebre titolo ideato da id Software nel 1993. Il termine è considerato come coniato da John Romero; in realtà era già apparso in passato nel gioco World Heroes II, sebbene indicasse una modalità differente da quella oggi intesa. Se in Doom il deathmatch era solamente una delle modalità possibili, esistono oggi categorie di sparatutto in prima persona specializzati: tra i rappresentanti più conosciuti Quake 3 Arena e Unreal Tournament.

## Regole
Solitamente nei deathmatch non esistono elementi tipici delle modalità single player: sono esclusi trama, esplorazione, enigmi e in generale interazioni diverse dal semplice combattimento, e l'ambientazione è generalmente limitata a una certa area circoscritta (detta "arena"). Mancano solitamente anche avversari controllati dalla intelligenza artificiale della CPU, con la possibile eccezione dei bot, programmati per simulare i comportamenti delle persone. Nel deathmatch classico vince chi accumula più uccisioni in un periodo limitato di tempo, o chi arriva per primo ad un punteggio prefissato; il punto segnato dopo una uccisione è detto frag.

## Altre forme di deathmatch
Nel Team Deathmatch (deathmatch a squadre), i giocatori sono organizzati in due o più squadre con il proprio contatore di eliminazioni. Diversi videogiochi possono differire rispetto a come viene trattato il fuoco amico: in alcuni di essi non causa danni, in altri un membro di una squadra ucciso da un altro membro solitamente fa diminuire il proprio punteggio.

## Strategia in tempo reale
Nei videogiochi strategici in tempo reale, la modalità "deathmatch" è caratterizzata dal fatto che tutti i giocatori (siano essi controllati dal computer o umani) iniziano la partita con una disponibilità pressoché illimitata di risorse e con tutte le tecnologie già disponibili. Di conseguenza, quasi tutti gli aspetti gestionali del gioco (raccolta di materiali, costruzione di edifici, ricerca di tecnologie, utilizzo dei civili e così via) diventano irrilevanti. In questo caso, lo scopo dei giocatori è quello di armare il più velocemente possibile un esercito efficiente e controllarlo in battaglia.